# Galopwissel

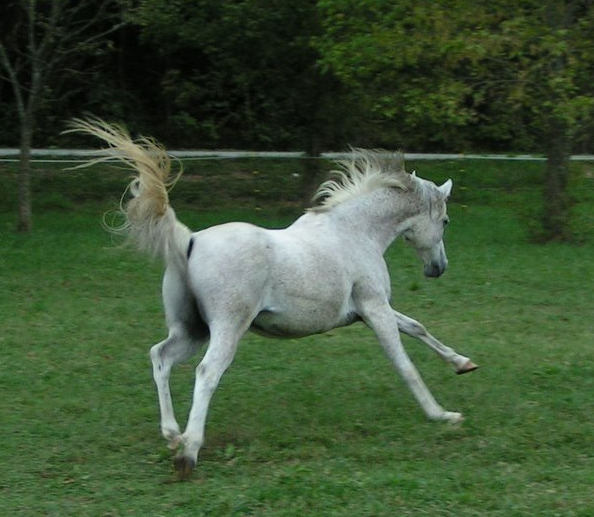
Een Arabier die in de linkergalop wisselt

Een galopwissel of changement is een oefening uit de gevorderde dressuur binnen de paardensport. Galopwissels behoren tot het natuurlijke repertoire van ieder paard.
Een paard heeft twee zijden waarop het kan galopperen; de linkergalop en de rechtergalop. Men kan het soort galop herkennen aan het voorbeen dat het het meest naar voren gaat tijdens een galopsprong. Galoppeert een paard een bocht naar rechts, dan behoort hij dat in de rechtergalop te doen. Galoppeert hij een bocht naar links, dan behoort hij dat in de linkergalop doen. Dit is overeenstemming met de aanleg van het paard.
Men zegt dat een paard in de verkeerde galop zit als hij een bocht naar rechts in de linker galop maakt, of een bocht naar links in de rechter. Men zegt dat het paard in de juiste galop of in de goede galop zit als het op de goede kant galoppeert. De juiste galop gaat het ene paard gemakkelijker af dan de andere. Paarden kunnen ook overkruist galopperen. Hierbij doen de achterbenen een andere galop dan de voorbenen. Deze onzuivere gang is vermoeiend voor het paard en wordt in de dressuur als een fout gezien.
De dressuurruiter kan het paard leren op een subtiel commando van galop te wisselen, te 'changeren'. Wanneer paard en ruiter perfect op elkaar zijn ingespeeld wordt het mogelijk een serie snelle galopchangementen te doen, bijvoorbeeld om de twee passen, op een recht traject. Een serie van achtereenvolgende galopwissels op een recht traject is voor het paard een zeer moeilijk te leren oefening, die veelal wordt gereden door gevorderde ruiters in de Z-dressuur en tijdens het hogeschoolrijden.
Anky van Grunsven en andere bekende dressuurruiters gebruiken deze opeenvolging van beweging in hun kür. Tijdens de Olympische Spelen is het een verplichte oefening in de kür op muziek.

## Training
Bij het veranderen van hand, kan de ruiter een overgang maken van galop naar draf, of galop naar stap om vervolgens in de andere galop aan te springen. Maar de ruiter kan het paard ook in galop laten blijven en "in de juiste galop laten vallen". Om het paard dit aan te leren heeft de ruiter veel geduld nodig. Eerst begint men met een eenvoudige "enkelwissel", hierbij verspringt het paard van de linkerkant naar de rechterkant. De stelling (houding) van de ruiter geeft daarbij aan naar welke kant het paard moet gaan: Het rechterbeen van de ruiter naar achteren betekent linkergalop en het linkerbeen naar achteren betekent rechtergalop. Daarna gaat de ruiter een stap verder door het paard eerst te laten galopperen in de verkeerde galop en van daaruit de galopwissel te maken naar de goede galop. Dit is voor het paard het gemakkelijkst.
Een andere methode om het paard de galopwissel aan te leren is in steeds kleiner wordende achten te rijden totdat het paard vanuit zijn natuurlijke neiging van galop wisselt. Een "hulp" (aanwijzing) met de zweep kan worden gegeven door het aanraken van de juiste schouder. Het is zeer belangrijk dat het paard de basisdressuur voldoende onder de knie heeft omdat het anders het gevraagde niet zal begrijpen en in verwarring zal raken. Als het paard correct van galop wisselt moet de ruiter hem laten weten dat hij het goed deed. Dit gebeurt door het paard na enkele passen te prijzen ('belonen met de stem').